# Famille de Meeûs d'Argenteuil
 (janvier 2013).
Pour les articles homonymes, voir Meeus et Argenteuil.
Cette page explique l’histoire ou répertorie les différents membres de la famille de Meeûs d'Argenteuil.
La famille Meeûs d'Argenteuil est une branche de la famille Meeûs, telle que considérée à partir de l'élévation au titre de comte de Ferdinand de Meeûs, en 1836.

## Histoire
En 1836, Ferdinand de Meeûs, banquier et homme politique, est élevé au rang de comte de Meeûs par Léopold 1er et reprend les armes concédées en 1688 par Charles II d'Espagne à Jean-Philippe Meeûs, officier à la compagnie du marquis de Westerloo et à son cousin Paul l'année suivante. Ferdinand de Meeûs épouse sa cousine, Anne Meeûs. Ils ont onze enfants, dont les sept fils sont à l'origine des différentes branches de la famille. Une branche cadette est anoblie par le roi Léopold Ier en 1836 ; Ferdinand de Meeûs reçoit alors le titre de comte pour lui et ses descendants mâles.
À partir de 1937 et 1938, deux arrêtés royaux permettent à plusieurs branches de porter le nom de Meeûs d'Argenteuil et également pour l'un de ses rameaux à partir de 1953 de devenir de Meeûs d'Argenteuil de Trannoy. Les barons de Trannoy sont une famille française anoblie en 1830 par le roi Charles X confirmant une ordonnance du roi Louis XVIII datée de 1816. Elle est admise dans la noblesse belge en 1883.
La famille de Meeûs d'Argenteuil fait partie de la noblesse belge.

## Personnalités

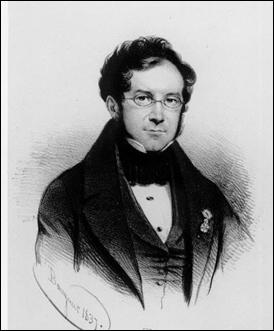
Ferdinand de Meeûs.

- Ferdinand, comte de Meeûs (1798-1861), fils de François-Joseph Meeûs (1765-1821), commandeur de l'ordre du Lion néerlandais, et de Marie-Thérèse Van der Borcht, capitaine et trésorier de la garde bourgeoise en 1830, député, fondateur du Quartier Léopold de Bruxelles et gouverneur de la Société générale de Belgique jusqu'à sa mort.
- Anna de Meeûs (1823-1904), fondatrice des religieuses de l'Adoration perpétuelle et de l'Œuvre des églises pauvres. Le pape Pie XII a dit d'elle : « Elle contemple en esprit la grande pitié des autels et des sacristies, et le zèle pour la beauté de la maison de Dieu la dévore et la consume. »[2]
- Cécile de Meeûs (1868-1905), en religion Mère Marie Eugène du Rosaire, de la congrégation des religieuses Franciscaines missionnaires de Marie, vicaire apostolique des maisons d'Angleterre et d'Irlande.
- Édouard de Meeûs d'Argenteuil (1874-1944), membre de la Chambre des représentants ;
- Jacques, comte de Meeûs (1893-1917), sous-lieutenant-aviateur mort en combat aérien en 1917 au-dessus de Vladsloo. Il avait survolé le front en compagnie du roi Albert Ier. En remerciement le roi lui avait offert une montre-boussole à son chiffre et datée du 6 juillet 1917[3].
- Francis, comte de Meeûs (1867-1918), capitaine-commandant et adjudant-major, héros de la charge de Burkel, mort à cheval en chargeant à la tête du régiment des Guides en 1918. Son frère suit :
- André de Meeûs d'Argenteuil (1879-1972), comte, général de cavalerie, grand écuyer du roi , Grand-Maître de la Maison de la Reine Elisabeth de Belgique. Il reçut le grand cordon de l'ordre de Léopold pour services rendus à la dynastie.
- Adrien, comte de Meeûs (1900-1976), écrivain, historien, essayiste et conférencier.
- Henri de Meeûs, comte de Meeûs d’Argenteuil de Trannoy (1943-), docteur en droit, licencié en criminologie, écrivain, essayiste, spécialiste de l’œuvre d’Henry de Montherlant. Il est chevalier de l’ordre des Arts et des Lettres[4] (France) depuis le 26 juillet 2010.

## Possessions

### Le domaine d'Argenteuil
Entre 1833 et 1836, Ferdinand de Meeûs constitue un domaine de 265 hectares en acquérant des terres dans la forêt de Soignes.
Un château y fut construit entre 1837 et 1847. Il brûle l'année même de son achèvement. Un nouveau château est reconstruit entre 1856 et 1858 sous la direction de l'architecte Jean-Pierre Cluysenaar.
À partir de la fin des années 1920, les héritiers du comte de Meeûs démembrent progressivement le domaine, mais la famille de Meeûs possède toujours des terres à Argenteuil.
Le comte Ludovic de Meeûs d'Argenteuil, industriel et papetier, fut le fondateur d'Intermills, société qui regroupait un ensemble important d'usines à papier belges, vendit en 1960, 30 hectares du domaine d'Argenteuil au couvent des Dames de Berlaymont qui quittaient Bruxelles. Elles y établissent leurs nouveaux couvent et pensionnat pour jeunes filles.

### Propriétés à Bruxelles et environs

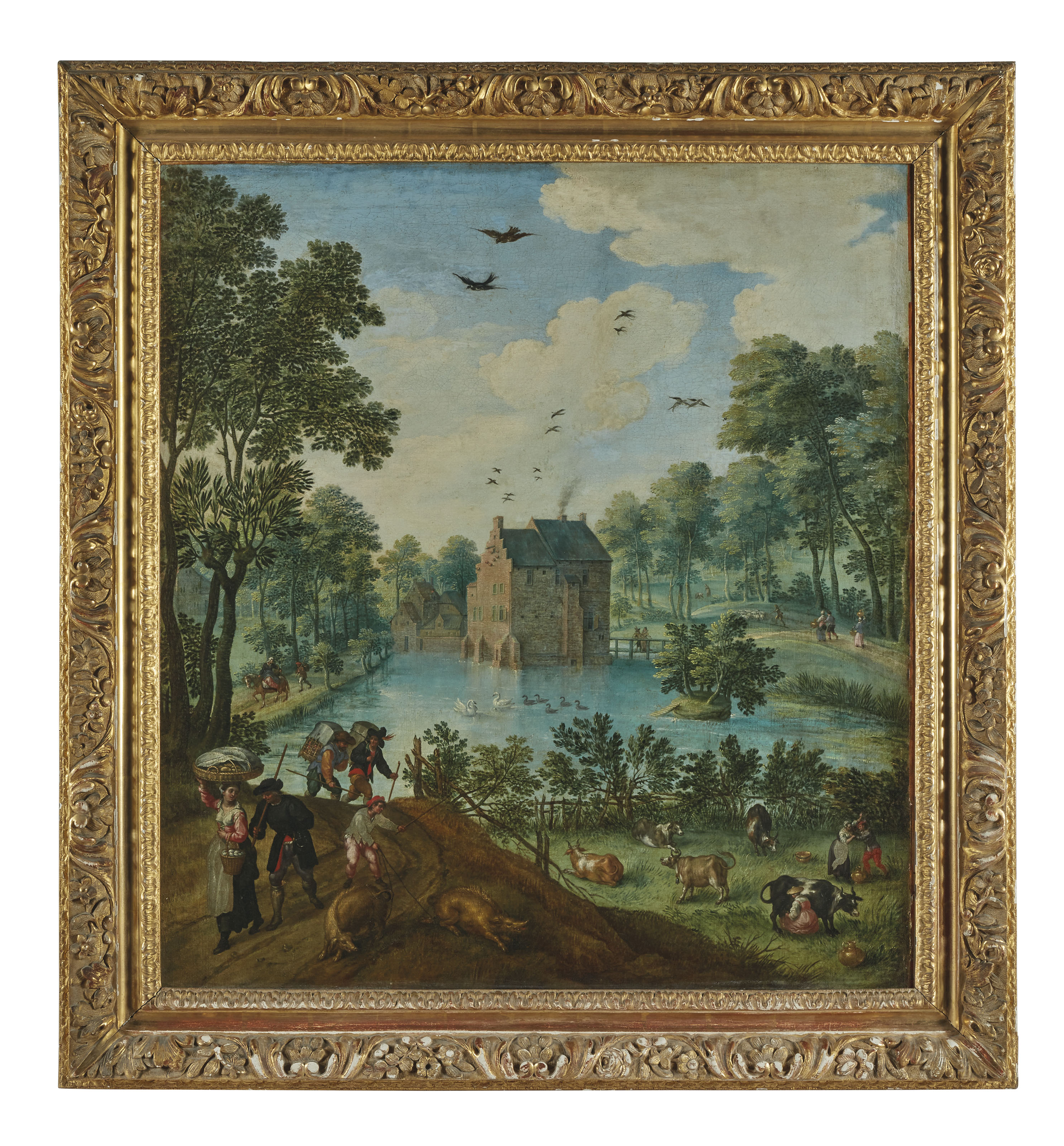
Château du Coensborgh, à Laeken, anonyme, vers 1620.

- Château de Coensborgh de Waleran Meeûs, une des sept seigneuries de Laeken, au XVIIe siècle
- Château de Rouge-Cloître d'Auderghem. Acheté par Antoine de Meeûs, à Albert Poelaert en 1927.
- Marly à Neder-over-Heembeek. Pierre-Joseph Meeûs quitte la cette propriété en 1832, à l'issue de 140 ans d'occupation par sa famille.
- Château de Notre-Dame-au-Bois à Jesus-Eyk Overijse
- Château du Nysdam de La Hulpe
- La Lisière à Watermael-Boitsfort

### Propriétés belges
- Prieuré d'Anseremme
- Château de Beernem
- Château de Boëlhe
- Château de Bokrijk
- Château de Boneffe
- Châteaux de Kerkom-bij-St-Truiden
- Château de Kermpt
- Château de Lillois
- Château de Neerrepen
- Château de Saint-Marc à Rouillon (Annevoie)
- Château de Schaltin
- Château de Senzeille
- Château de Tongerloo (actuellement faisant partie de la commune de Westerlo), construit par le baron Henri de Trannoy et son épouse au XXe siècle
- Château de Trognée
- Château de Vyle et Tharoul

### Propriétés à l'étranger
- Château Sainte-Thérèse à Vendœuvres (France, Indre)
- Château du Goulot à Jonchery-sur-Vesle (France, Marne)
- Lamberton's House (Irlande)
- Château de Prin (à Serzy-et-Prin, (Marne)

## Armes et devise

Armes.

- Blasonnement : Écartelé au 1er et 4e d'argent à trois épis de blé de sinople mouvants d'une terrasse du même, et accostés de deux chevreaux au naturel (Meeûs ancien) ; au 2e et 3e de sable à une chaudière à brasser d'or, accompagnée de trois étoiles [à cinq rais] du même
- Cimier : Corbeau essorant au naturel, tenant en son bec une branche de laurier de sinople
- Supports : à dextre un chevreau d'or et à senestre un lion d'or.
- L'écu est timbré d'une couronne de comte à neuf perles et d'un casque d'argent grillé et liseré d'or, orné de ses lambrequins
- Devise : « Virtute et prudentia » de sable sur un listel de gueules.

## Alliances

### Alliances de la famille Meeûs
- Kerremans
- van der Borcht
- d'Huvettere
- Van Zieune
- Wouters
- Müller
- Bougleux
- Bost
- Quinet
- Brion
- Becq d'Ansermont
- de Roest d’Alkemade
- de Macar
- Martini
- Leleux
- Vandermaelen
- Lavallée de Neven
- Claes de Lembeek
- Hens
- van Cutsem
- de Touron
- van der Vekene
- de Buyssenghem
- Bont
- van der Elst
- van der Cammen
- van Eesbeke dit van der Haegen
- t’Kint
- de Sauvage-Vercour
- de Meeûs, etc.

### Alliances de la famille de Meeûs
- Meeûs
- van der Stocken
- de Potesta
- de Rosen
- du Bois d'Aische
- Segonne
- Dapsens
- Snoy et d'Oppuers
- de Grimprel du Goulot
- d'Oultremont
- du Couëdic de Kergoualer
- Everard de Harzir
- Darrigade
- Picavet
- d'Overschie de Neerysche
- Boudart
- de Pitteurs Hiégaerts
- Afzalian
- Le Grelle
- Thibaut de Maisières
- Francotte
- Maes
- Blampain
- de Wasseige
- Hiard
- d'Hoop
- d'Hennezel (de Gemlaincourt de Beaujeu)
- Debucquois
- Degen
- de Crombrugghe de Picquendaele
- Copine
- Graulich
- De Staercke
- de Potter d'Indoye
- Anderssson
- Lieten
- Rouvroy
- Rousseau
- Desmaisières
- Martini
- de Brouchoven de Bergeyck
- de Robiano
- van der Straten Waillet
- Mertens de Wilmars
- de Selliers de Moranville
- Feyrick
- de Wautier
- Laplane
- de Neve de Roden
- de Brabant
- Kasteel
- van der Linden d'Hooghvorst
- de Woelmont
- Lagae
- de Montpellier de Vedrin
- van Caubergh
- Van Gestel
- Fallon
- de Graevenitz
- Proot
- de Moffarts van Brienen
- Dusaussois
- de Beauffort
- Henry de Frahan
- Vilain XIIII
- Vandevelde
- van Outryve d'Ydewalle
- de Creeft,
- de Wouters d'Oplinter
- de Burlet
- Weicker
- de Hemptinne
- de Lannoy
- Smets
- Kraft de la Saulx
- Verwilghen
- De Keyser
- Dulait
- de Renesse
- Feodorof
- Potocki
- de Villegas de Clercamp
- de Trannoy
- d'Arschot-Schoonhoven
- d'Huart
- de Geradon
- de Marcq de Tiège
- de Lannoy
- Simonis
- Burnell
- de Laminne de Bex
- Delloye
- Mérienne
- Egerton Castle
- Lejeune de Schrievel
- Waha
- Gréban de Saint-Germain
- Kervyn de Meerendré
- de San[6].
- De Smedt
- van der Straten
- de Roest d'Alkemade, etc.

## Postérité
- Le square de Meeûs, à cheval sur Ixelles et Bruxelles, près de la rue du Luxembourg, rend honneur à la famille de Meeûs, et par ailleurs le buste de Ferdinand de Meeûs (1798-1861) y figure sur la partie ixelloise.
- Une rue comte Jacques de Meeûs existe à Lillois-Witterzée dans l'actuelle commune de Braine-l'Alleud en souvenir du pilote d'aviation mort pendant la Première Guerre mondiale.
- L’avenue de Meeûs à Maldegem rappelle par son monument les combats et la charge de Burkel de 1918.
- À Boëlhe, la place Commandant de Meeûs est située près du château.
- À Jemappes, l'institut Saint-Ferdinand nommé en l'honneur du fondateur de l'institut appartenant aux Frères des Écoles chrétiennes.  D'autres écoles catholiques ont été créées par différents membres de la famille de Meeûs (2 à Ohain et 2 à La Hulpe, une à Waterloo et une dernière à Lillois).
- Église Notre-Dame d’Argenteuil à Ohain construite après la démolition de "l'église de fer d'Argenteuil".
- Rue Marguerite De (sic) Meeûs à Serzy-et-Prin, département de la Marne (France)